# Belmont-de-la-Loire
Belmont-de-la-Loire este o comună în departamentul Loire din sud-estul Franței. În 2009 avea o populație de 1.515 de locuitori.

## Evoluția populației
| An        | 1975  | 1982  | 1990  | 1999  | 2006  | 2009  |
| --------- | ----- | ----- | ----- | ----- | ----- | ----- |
| Populație | 1.653 | 1.567 | 1.528 | 1.501 | 1.515 | 1.515 |